# Vitzthum von Eckstedtscher Freihof

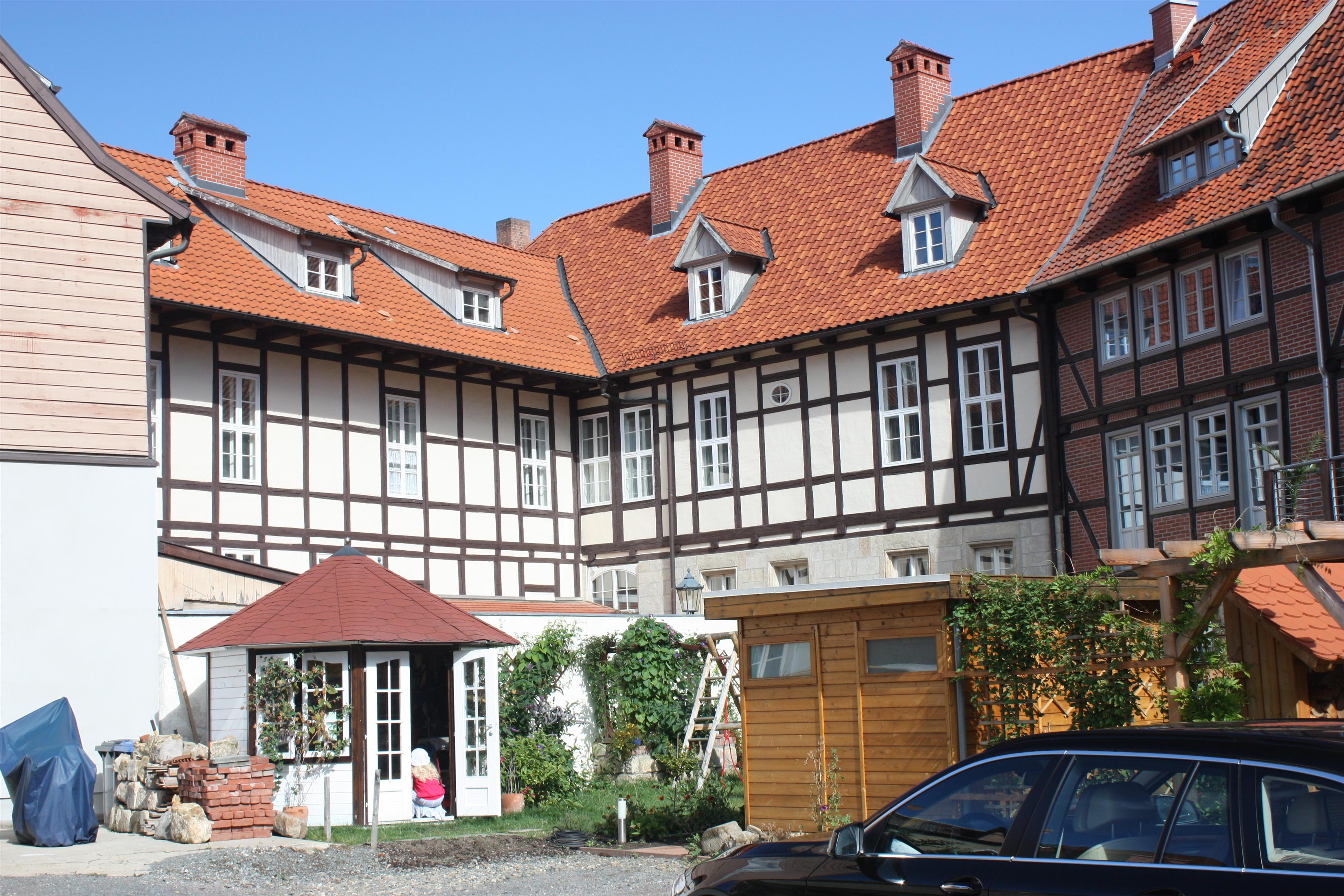
Vitzthum von Eckstedtscher Freihof, Blick vom Hof

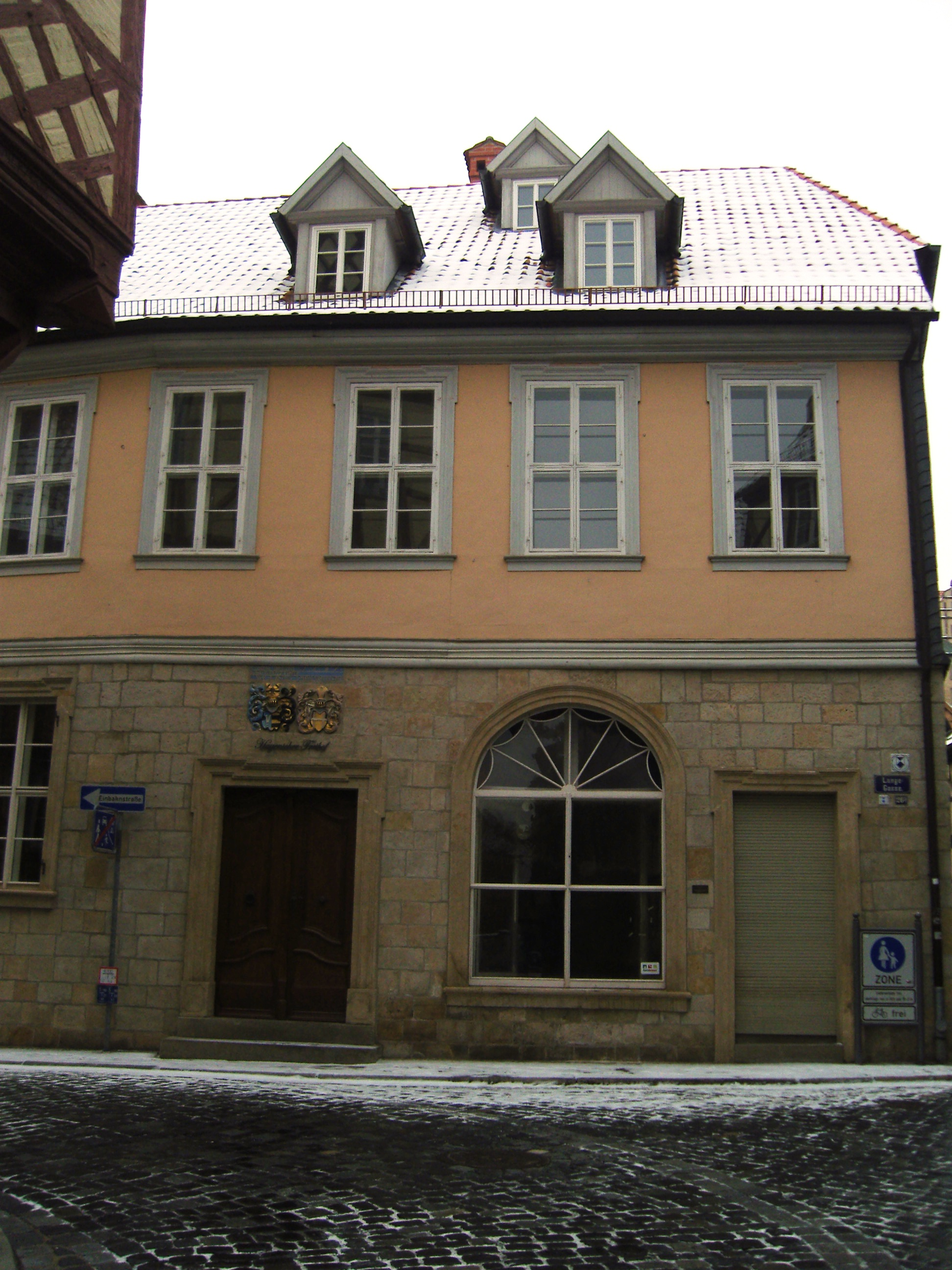
Vitzthum von Eckstedtscher Freihof, Ansicht von der Langen Gasse aus

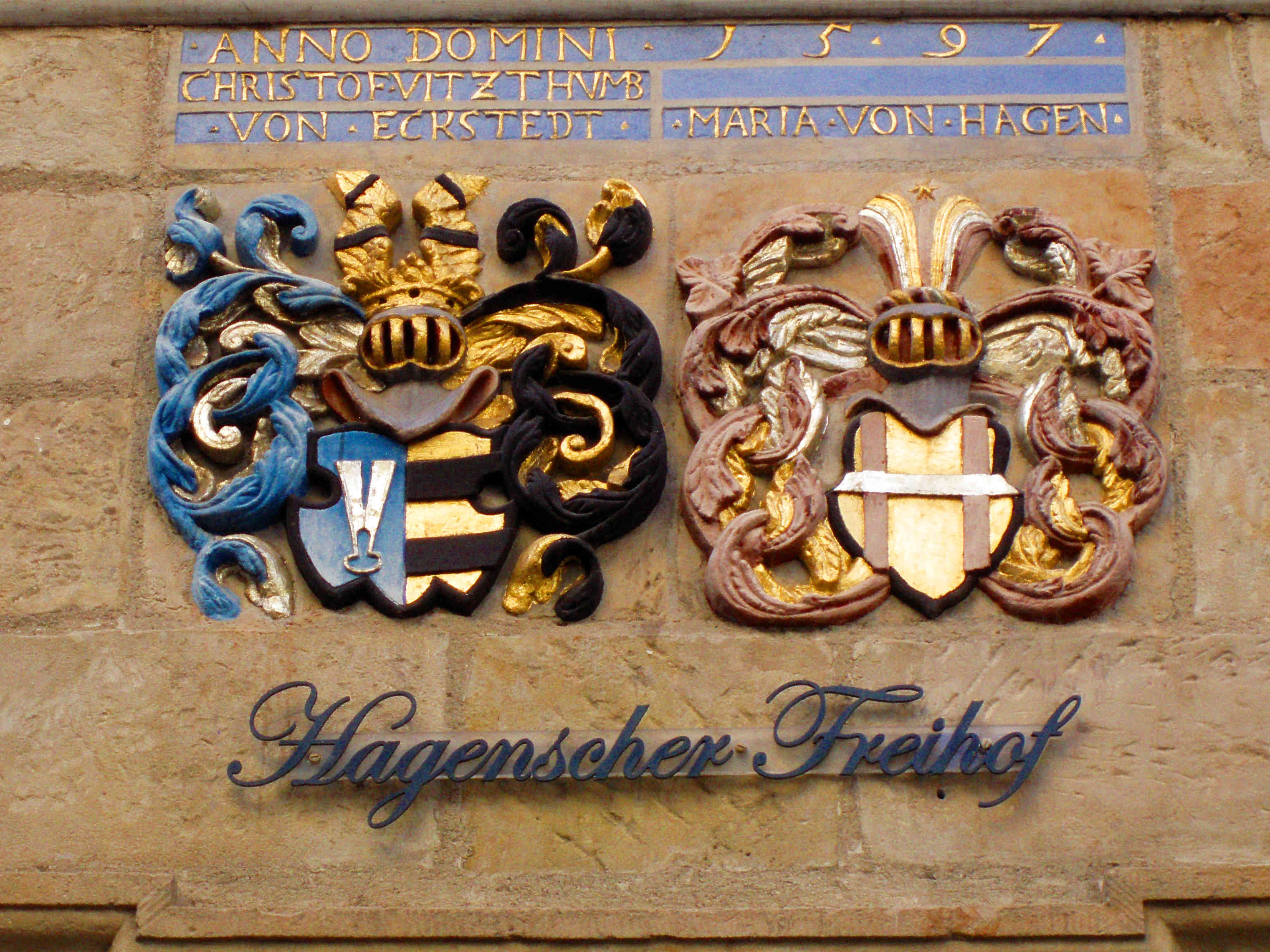
Verwechselte Familienwappen über dem Schriftzug Hagenscher Freihof

Der Vitzthum von Eckstedtsche Freihof ist eine denkmalgeschützte Hofanlage in Quedlinburg in Sachsen-Anhalt.

## Lage
Der im Quedlinburger Denkmalverzeichnis als Freihof eingetragene Hof befindet sich im Quedlinburger Stadtteil Westendorf an der Adresse Lange Gasse 26 a an der Einmündung der Straße Gildschaft auf die Lange Gasse und gehört zum UNESCO-Weltkulturerbe. Östlich grenzt das gleichfalls denkmalgeschützte Haus Lange Gasse 26 an.

## Architektur und Geschichte
Die Hofanlage ging aus einem Edelhof des Mittelalters hervor. Die heutige Bebauung geht nach einer Inschrift über dem Portal auf das Jahr 1597 zurück. Sie verweist auf den Stiftshauptmann Christoph Vitzthum von Eckstedt und dessen Ehefrau Maria von Hagen.
Das zweigeschossige verputzte Gebäude zieht sich langgestreckt traufständig entlang der beiden Straßenzüge. Während das untere Geschoss aus Bruchstein gebaut wurde, erfolgte die Errichtung des Obergeschosses in Fachwerkbauweise. Über dem um 1700 im Stil des Barock gestalteten Portals befinden sich, neben der Jahreszahl auch Wappensteine. In der Zeit um 1780 erfolgte ein Umbau, zugleich wurde der westliche Gebäudeflügel errichtet. Auch hier ist das Untergeschoss in massiver und das Obergeschoss in Fachwerkbauweise erstellt, wobei die Gefache mit Ziegeln ausgemauert wurden. Der Giebel des Hauses ist mit Schiefer verkleidet.